# Andrés García Jr.
Andrés García Hijo (ur. 1 września 1968 w Meksyku) – meksykański aktor telewizyjny i filmowy, model.
Jest najstarszym z szesnaściorga dzieci meksykańskiego aktora Andrésa Garcíi i Sandry Vale. Dorastał wraz z młodszym bratem Leonardo (ur. 27 grudnia 1972) w Guadalajarze, w stanie Jalisco.
W wieku dziesięciu lat zadebiutował na dużym ekranie u boku Johna Hustona i Mariny Vlady w horrorze Sci-Fi Trójkąt Bermudzki (The Bermuda Triangle, 1978) z udziałem swojego ojca, z którym zagrał ponownie w trzech dreszczowcach: Łowca demonów (Cazador de demonios, 1983), Szukając śmierci (Buscando la muerte, 1989) i sensacyjnym dramacie kryminalnym Egzekutor prawa (El Justiciero, 1994). Pojawił się także w jednym z odcinków amerykańskiego serialu fantasy ZDF Conan (1997) z Ralfem Möllerem. W telenoweli Ramona (2000) wystąpił w roli francuskiego kowboja Billy’ego Dubois.
W 2002 roku został oskarżony przez meksykańską piosenkarkę Lupitę D’Alessio o utrzymywanie związków homoseksualnych z jej byłym mężem, niemieckim modelem Christianem Rossen), kiedy obaj pracowali dla tej samej agencji modelów.
W 2005 roku wystąpił wraz ze swoim ojcem i bratem Leonardem w reality show Kawaler do wzięcia (El principe azul).

## Filmografia

### Filmy kinowe/wideo
- 2004: Zona de silencio: Paralelo 27
- 2003: Judicial Chingón... Comando Cabron
- 2003: Gallero de Aguascalientes
- 2003: Cazador de narcos
- 2001: La Fiera de la montaña
- 2001: Dom diabła (La Caza del diablo)
- 2000: Krwawe cięcia (Mojadas en sangre)
- 1999: Zabić lub umrzeć (Matar o morir)
- 1997: Żądania niewinności (Desires of Innocence) jako Anthony
- 1994: El Justiciero
- 1993: Las śmierci (Bosqe de muerte)
- 1992: Przepiórki w płatkach róży (Como Agua Para Chocolate) jako Alex Brown
- 1989: Szukając śmierci (Buscando la muerte)
- 1988: El Placer de la venganza
- 1985: Cmentarz przerażenia (Cementerio del terror) jako Pedro
- 1983: Łowca demonów (Cazador de demonios) jako Lupe
- 1978: Trójkąt bermudzki (The Bermuda Triangle) jako Alan

### Seriale TV
- 2008: Amor comprado jako Santiago
- 2007: Decisiones jako Fabio
- 2007: Decisiones jako Pedro
- 2007: Acorralada jako Alvaro/Pablo
- 2006: Mi vida eres tu (La voz del amor) jako Lorenzo
- 2007: Decisiones jako Juan Pablo
- 2005: Marzenia nic nie kosztują (Soñar no cuesta nada) jako Luis Betancourt Carmona
- 2001: Salomé jako Víctor
- 2000: Ramona jako Billy Dubois
- 1998: Perła (Perla) jako Junior
- 1997: Conan
- 1993: Las Secretas intenciones